# Global Defence Force
Global Defence Force (SIMPLE2000 シ リ ー ズ Vol.81 THE地球防衛軍 ~ Simple 2000 Series Vol.81: The Chikyū Bōeigun) es un videojuego de acción programado por Sandlot y publicado por D3 Publisher, disponible para la consola PlayStation 2. Fue puesto a la venta en Japón el 28 de julio de 2005, y en Europa el 29 de junio de 2007 con el título Global Defence Force. Es la segunda entrega de la serie Earth Defense Force. Pertenece a la colección Simple 2000 Series, una línea de juegos de bajo presupuesto cuyo precio es de 2000 yenes. Fue el volumen número 81.
Una versión para la consola PlayStation Portable fue puesta a la venta solamente en Japón el 7 de abril de 2011, con el título Chikyū Bōeigun 2 Portable (Earth Defense Force 2 Portable).
Una versión para la consola PlayStation Vita fue puesta a la venta en Japón el 11 de diciembre de 2014 con el título Chikyū Bōeigun 2 Portable V2. Fue posteriormente distribuido en América del Norte y en Europa con el título Earth Defense Force 2: Invaders From Planet Space el 8 de diciembre de 2015 y el 12 de febrero de 2016, respectivamente.
En este videojuego, el jugador toma el control de uno de los soldados del comando "Earth Defense Force" (EDF) en su misión de defender el planeta Tierra de un ataque extraterrestre compuesto por insectos gigantes, monstruos, ovnis, entre otros enemigos.

## Sistema de juego
El jugador puede seleccionar a uno de los dos miembros disponibles: un hombre y una mujer (no poseen nombre propio). El personaje masculino es un soldado de infantería capaz de disparar armas de fuego de distintos calibres, además de conducir y pilotar vehículos terrestres y aéreos, mientras que el personaje femenino pertenece a un rango llamado "Pale Wing" y posee artilugios más sofisticados tecnológicamente, ya que va equipada con un jetpack que le permite volar y sus armas no son de fuego, sino de rayos láser, bombas de plasma, entre otros. A diferencia del personaje masculino, ella no puede conducir vehículos.
Los vehículos que el personaje masculino puede conducir son un tanque armado con un cañón, un helicóptero capaz de disparar con ametralladoras y lanzacohetes, y una moto aeroestática, con una metralleta acoplada en el morro de la misma. Aunque estos vehículos aparecen en las misiones cuando se controla al personaje femenino, este no puede pilotarlos, ya que no aparece la opción en pantalla para subirse a ellos. Este personaje depende del jetpack que lleva a la espalda para desplazarse a largas distancias.
La jugabilidad es muy sencilla, al igual que el planteamiento del juego. El jugador controla al personaje con el joytick analógico izquierdo y mueve la cámara y el punto de mira con el joystick derecho. La misión del jugador no es otra que eliminar a todos los enemigos que hay en pantalla, que no son pocos. Al matar enemigos, estos pueden soltar tres tipos de objetos como botiquines para recuperar vida, armaduras para aumentar el nivel de vida máximo y nuevas armas para sumar al arsenal. Un total de 300 armas entre los dos personajes son las que se pueden llegar a recopilar, aunque dentro del juego solo se puede equipar con dos. Las armas no se pueden conseguir jugando siempre al mismo nivel de dificultad, ya que muchas de ellas solo se pueden conseguir en niveles de dificultad elevados, por lo que el juego obliga al jugador a pasar por todas las misiones en todas sus dificultades si quiere hacerse con el porcentaje total de juego completado. Conseguir las 300 armas del juego y potenciar a los personajes al máximo puede llegar a superar perfectamente las 100 e incluso las 200 horas de juego totales, algo increíble para tratarse de un juego arcade. 
El modo principal puede jugarse tanto en solitario como en cooperativo con dos jugadores, siendo esto último algo que facilita bastante el juego en niveles de dificultad superiores. El hecho de poder jugar dos jugadores de manera cooperativa, aumenta considerablemente la diversión. Además, ambos pueden llevar al mismo tipo de personaje o diferentes (el personaje masculino, infantería, o el personaje femenino, Pale Wing. De este modo, pueden ir desarrollando a ambos personajes simultáneamente recogiendo experiencia y nuevas armas.
Todo el juego está construido en 3D. El motor gráfico se ralentiza prácticamente durante todo el juego debido a la gran cantidad de animaciones por segundo que aparecen en los escenarios. El jugador no sólo puede derrotar a los enemigos, sino que también puede destruir cualquier cosa del escenario como casas, rascacielos, iglesias, etc.
El juego está compuesto por 71 misiones de idéntico desarrollo. Posee cinco niveles de dificultad, que son Easy (fácil), Normal, Hard (difícil), Hardest (muy difícil) e Inferno (experto). Una vez que se hayan completado todas las misiones en todas las dificultades con los dos personajes, se desbloqueará el nivel de dificultad Impossible (el mismo nombre lo dice todo).

## Diferencias entre la versión japonesa y europea
En la versión original japonesa, tanto en los menús como durante el desarrollo de las misiones, se pueden escuchar conversaciones habladas en japonés de los miembros de la E.D.F. que se comunican por radio con el resto del equipo. En la versión europea, todas estas conversaciones fueron eliminadas y no se escucha ninguna voz durante el juego.

## Recepción y crítica
Global Defence Force pasó desapercibido por parte de la prensa especializada en Europa, no así por parte de los jugadores. En Internet se pueden encontrar varios foros en los que muchos jugadores comentan este videojuego. Por lo general, los comentarios suelen ser positivos, ya que su sencillo desarrollo y jugabilidad compensan el mediocre apartado gráfico. Alaban, sobre todo, a la capacidad de enganchar al jugador que tiene, a sus 300 armas y su duración casi infinita.
Sin embargo, en su país de origen (Japón) sigue siendo uno de los videojuegos más vendidos. Durante los premios Simple Series 2000 de D3 Publisher, el juego ganó un premio de platino (el más alto) por vender más de 200.000 copias en Japón durante el año 2006. Fue el único juego de esa gama que alcanzó esa cifra de ventas.

## Versión para PlayStation Portable
D3 Publisher puso a la venta en Japón una versión de este juego para la consola PlayStation Portable el 7 de abril de 2011, con el título Chikyū Bōeigun 2 Portable (Earth Defense Force 2 Portable). El juego es idéntico, con algunos cambios en los marcadores y nuevos menús. Permite jugar dos jugadores de manera cooperativa mediante ad hoc.

## Versión para PlayStation Vita
D3 Publisher puso a la venta en Japón una tercera versión de este juego para la consola PlayStation Vita el 11 de diciembre de 2014 titulada Chikyū Bōeigun 2 Portable V2, y es idéntico a la versión de PlayStation Portable con el añadido de un tercer personaje jugable, "Air Rider" con una jugabilidad más táctica, y un modo cooperativo en línea. Fue distribuido en América de Norte el 8 de diciembre de 2015 y en Europa el 12 de febrero de 2016 con el título Earth Defense Force 2: Invaders From Planet Space.